# Odontoporella adpressa
Odontoporella adpressa är en mossdjursart som först beskrevs av Busk 1854.  Odontoporella adpressa ingår i släktet Odontoporella och familjen Hippoporidridae.
Artens utbredningsområde är havet kring Nya Zeeland. Inga underarter finns listade i Catalogue of Life.